# Diego Pablo Sevilla
Pour les articles homonymes, voir Diego Sevilla et Sevilla.
Sevilla  López est un nom espagnol. Le premier nom de famille, en général paternel, est Sevilla ; le second, en général maternel, souvent omis, est López.
Diego Pablo Sevilla López, né le 4 mars 1996 à San Martín de la Vega, est un coureur cycliste espagnol. Il évolue au sein de l'équipe Eolo-Kometa.

## Biographie

### Carrière amateur
Diego Pablo Sevilla commence le cyclisme dans sa commune natale à l'Agrupación Ciclista de San Martín, alors qu'il est âgé de six ans. D'abord tourné vers le VTT, il commence à se consacrer aux compétitions sur route à 13 ans lorsqu'il rejoint l'UC San Sebastián de los Reyes.
En 2012, il est sacré champion d'Espagne de cyclo-cross en catégorie cadets (moins de 17 ans). Il intègre ensuite l'équipe de la Fondation Contador. Brillant au niveau national, il termine notamment troisième du classement final de la Coupe d'Espagne juniors (moins de 19 ans) en 2013. En 2014, il se classe troisième du championnat d'Espagne du contre-la-montre juniors. Il est également sélectionné en équipe nationale pour disputer les championnats du monde de Ponferrada.
Lors de ses trois premières saisons espoirs (moins de 23 ans), il s'illustre principalement dans le calendrier amateur espagnol. Il prend la troisième place du championnat d'Espagne espoirs en 2017.

### Carrière professionnelle
Grâce à ses bons résultats, il intègre en 2018 la nouvelle équipe continentale Polartec-Kometa, née de l'initiative  de la Fondation Contador. Pour ses débuts professionnels, il termine meilleur grimpeur du Tour La Provence et quatrième du Tour international de Rhodes. L'année suivante, il mène plusieurs échappées sur le Tour de Sicile, le Tour de la communauté de Madrid et le Tour de Burgos. 
Lors de la saison 2022, il participe à Milan-San Remo, son premier monument, où il est membre de l'échappée du jour. Il se classe également cinquième d'une étape du Tour de Slovaquie et sixième d'une étape de l'Adriatica Ionica Race. En mai 2023, il se présente au départ du Tour d'Italie, son premier grand tour. Il réalise ensuite une bonne fin de saison en finissant vingtième du Tour de Vénétie, vingt-deuxième du Tour du Poitou-Charentes ou encore vingt-sixième du Tour de Burgos.

## Palmarès et résultats

### Palmarès sur route
- 2013
  - Cursa Ciclista del Llobregat
  - 2e de la Coupe d'Espagne juniors
- 2014
  - 3e étape de la Vuelta al Besaya
  - 2e de la Vuelta al Besaya
  - 3e du championnat d'Espagne du contre-la-montre juniors
- 2015
  - Gran Premio Primavera de Ontur
- 2016
  - Trofeo Ayuntamiento de Zamora
  - 3e étape du Tour de Galice
  - 3e du Trofeo Olías Industrial
- 2017
  - Lazkaoko Proba
  - 2e étape de la Ruta de los Castillos y las Batallas de Jaén
  - 2e de la Ruta de los Castillos y las Batallas de Jaén
  - 2e du Trofeo Santiago en Cos
  - 3e du championnat d'Espagne sur route espoirs

### Résultats sur les grands tours

#### Tour d'Italie
1 participation 
- 2023 : 96e

### Classements mondiaux
| Année                                 | 2018  | 2019 | 2020  | 2021 | 2022  | 2023  | 2024 |
| ------------------------------------- | ----- | ---- | ----- | ---- | ----- | ----- | ---- |
| Classement mondial                    | 1790e | nc   | 1980e | nc   | 2141e | 1668e | 998e |
| UCI Europe Tour                       | 1187e | nc   | 1445e | nc   | 1346e | nc    | nc   |
|                                       |       |      |       |      |       |       |      |
| Légende : nc = non classéSource : UCI |       |      |       |      |       |       |      |

### Palmarès en cyclo-cross
- 2011-2012
  -  Champion d'Espagne de cyclo-cross cadets
- 2012-2013
  - 3e du championnat d'Espagne de cyclo-cross juniors